# گنیزا

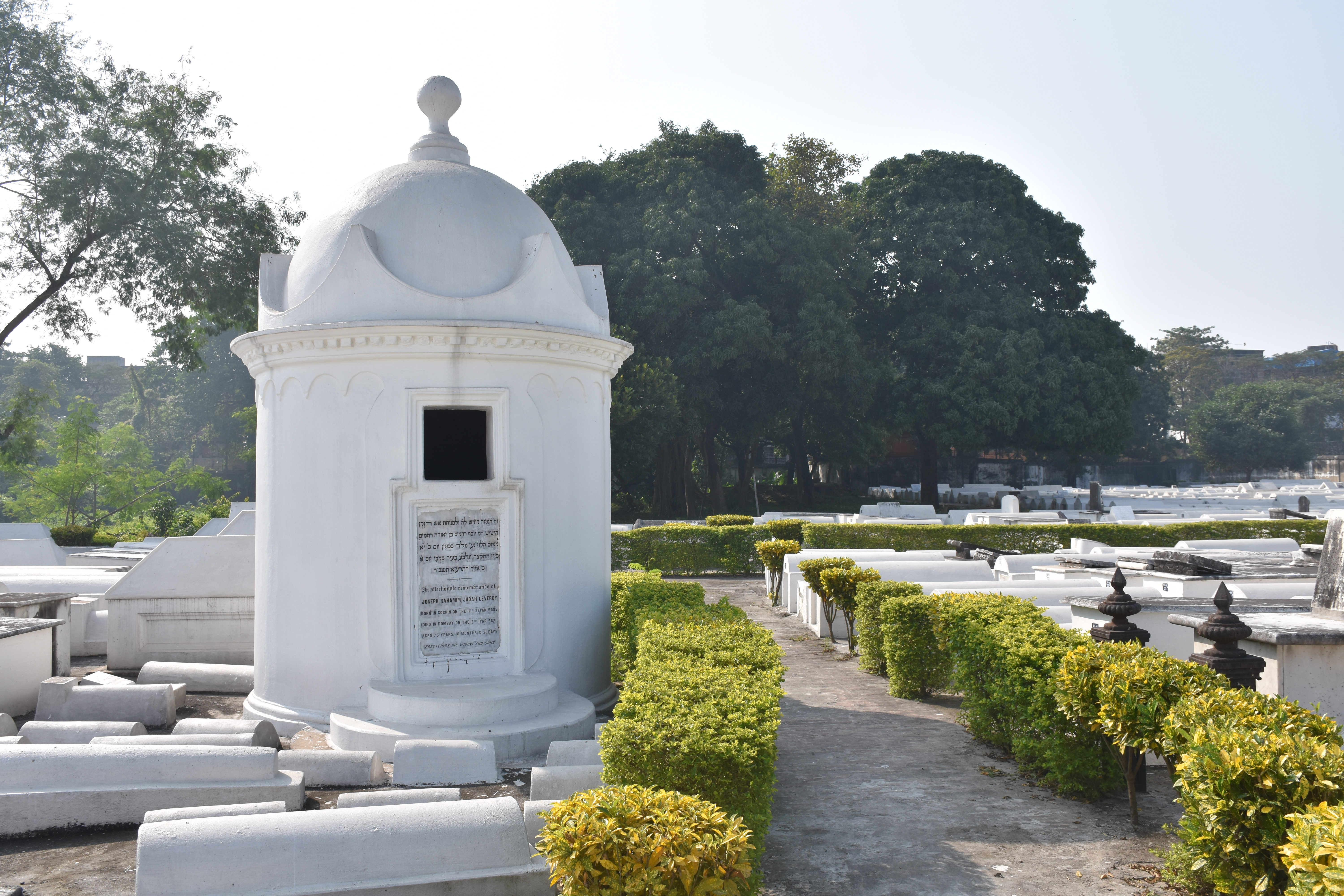
یک گنیزا در آرامستان نارکل‌دانگا در کلکته هند.

گنیزا (عبری: גניזה‎؛ ‏ ‎/ɡɛˈniːzə/‎؛ معنای تحت‌اللفظی: مخزن، انبار) بخشی از کنیسه یا آرامگاه یهودیان است که محل حفظ و نگهداری موقت کتب و متون عبری قدیمی در موضوعات مذهبی، پیش از دفن مناسب آن در گورستان است. دلیل چنین کاری آن است که این متون مذهبی قدیمی، اغلب حاوی نام پروردگار هستند و به‌همین سبب نمی‌توان آنها را خیلی ساده دور ریخت.